# Manuel Azpíroz
Manuel Azpíroz Mora (Puebla, Puebla, 9 de junio de 1836 - Washington D. C., Estados Unidos, 24 de marzo de 1905) fue un militar, abogado, político y diplomático mexicano. 

## Segunda Intervención Francesa en México
Estudió en el Seminario Palafoxiano de Puebla, recibiendo el título de bachiller en 1856. Cuando comenzó la Segunda Intervención Francesa en México, ingresó al Ejército Mexicano bajo las órdenes del general Ignacio Zaragoza, con el que participó con el grado de subteniente de artillería en la Batalla de Puebla.
En julio de 1862 recibe el grado de capitán de infantería por su actuación en Barranca Seca. Bajo las órdenes del general Miguel Negrete participa en el Sitio de Puebla. Fue hecho prisionero, sin embargo, logró escapar y junto con Negrete armó guerrillas en la sierra poblana. En junio fue ascendido a comandante de batallón y en agosto recibió su título de abogado en Teziutlán. Posteriormente, combatió a las fuerzas imperialistas en diversos frentes, como los estados de San Luis Potosí, Guanajuato, Coahuila, Chihuahua, Nuevo León y Tamaulipas, ascendiendo a Teniente coronel de infantería.
De marzo a diciembre de 1866 fue secretario de Gobierno político y militar de Chihuahua. Dejó la política y regresó a las armas bajo las órdenes del general Mariano Escobedo, participando en el sitio de Querétaro. Derrotado el imperio, fue fiscal en el Consejo de Guerra que condenó a muerte a Maximiliano, Miguel Miramón y Tomás Mejía.

## República restaurada

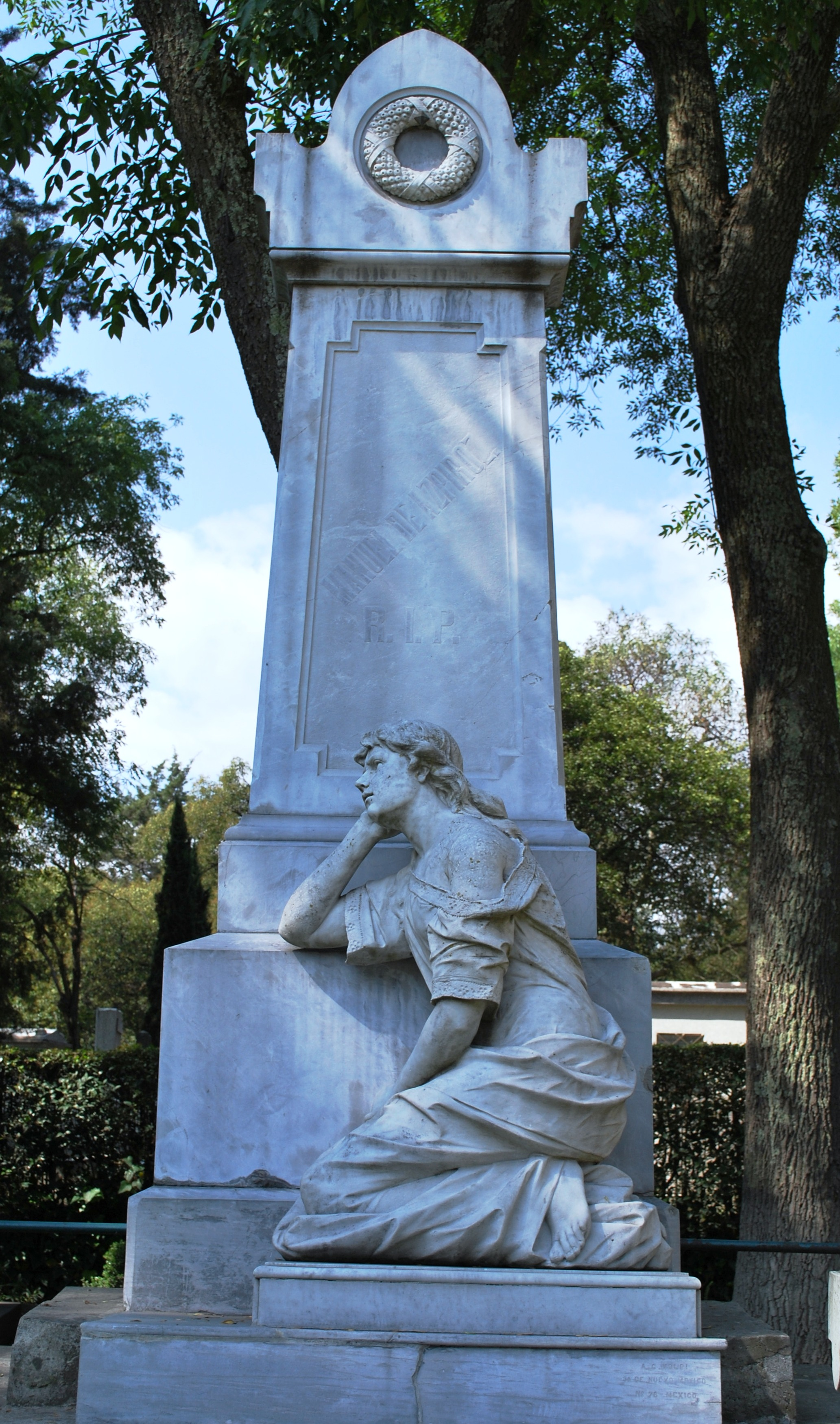
Sepulcro de Manuel Azpíroz en la Rotonda de las Personas Ilustres (México)

Luego, ocupó la oficialía mayor de la Secretaría de Relaciones Exteriores (1868—1872), cuando se le nombró agente mexicano en Washington ante la comisión mixta de Relaciones entre México y Estados Unidos. Ya para enero de 1873, se le designó cónsul en San Francisco, California y a finales de 1876 regresó a México para desempeñarse como senador por el Distrito Federal.

## Revolución de Tuxtepec
Con la llegada de las fuerzas porfiristas a la capital, se retiró a la vida privada. No obstante, posteriormente fue subsecretario de Relaciones Exteriores de mayo de 1890 a enero de 1899, cuando se le nombró embajador en Estados Unidos. Murió el 24 de marzo de 1905 en Washington, Estados Unidos y sus restos descansan en la Rotonda de las Personas Ilustres.